# Matthew Wilson (ciclista)
Matthew Wilson (Melbourne, 1º ottobre 1977) è un dirigente sportivo ed ex ciclista su strada australiano.
Professionista dal 2002 al 2012, vinse un campionato nazionale in linea e un Herald Sun Tour. Dal 2013 è direttore sportivo alla Orica-Scott.

## Carriera
I principali successi da professionista di Matthew Wilson sono stati due tappe al Tour de l'Avenir (una nel 2001 e una nel 2002), due tappe all'Herald Sun Tour (una nel 2002 e una nel 2007), i campionati australiani nel 2004, la classifica generale dell'Herald Sun Tour nel 2007 e una tappa al Tour de Beauce nel 2008. Ha partecipato a tre edizioni del Giro d'Italia, due del Tour de France, una della Vuelta a España e a un'edizione dei campionati del mondo.

## Palmarès
- 2001

2ª tappa Tour de Liège (Huy > Huy)
4ª tappa Tour de l'Avenir (Châlette-sur-Loing > Épernay)
- 2002

3ª tappa Tour de l'Avenir (Bonchamp-lès-Laval > Montlouis-sur-Loire)
10ª tappa Herald Sun Tour (Sale > Moe)
- 2004

Campionati australiani, Prova in linea
- 2007

1ª tappa Herald Sun Tour (Bendigo > Nagambie)
Classifica generale Herald Sun Tour
- 2008

6ª tappa Tour de Beauce (Circuito di Québec)
2ª tappa Cascade Classic (Summit High School > Three Creeks Snow Park)

### Altri successi
- 2001

Grote Prijs Roger De Vlaeminck (Eeklo)
- 2003

Criterium di Saint Kilda
- 2005

Greater Dandenong Criterium
- 2008

2ª tappa Jayco Bay Cycling Classic (Portarlington > Portarlington)
- 2009

Criterium di Bound Brook

## Piazzamenti

### Grandi Giri
- Giro d'Italia

2004: 132º
2005: 146º
2011: ritirato (17ª tappa)
- Tour de France

2003: fuori tempo massimo (11ª tappa)
2004: 144º
- Vuelta a España

2010: 143º

### Classiche monumento
- Milano-Sanremo

2003: 16º
2004: 73º
2005: 153º
2010: 122º
2011: 99º
2012: ritirato
- Giro delle Fiandre

2002: 20º
2003: ritirato
2004: ritirato
2005: ritirato
2006: 30º
2007: 41º
2010: ritirato
2011: ritirato
2012: ritirato
- Parigi-Roubaix

2002: ritirato
2003: ritirato
2004: ritirato
2005: 77º
2006: 66º
2012: ritirato
- Liegi-Bastogne-Liegi

2011: ritirato

### Competizioni mondiali
- Campionati del mondo

Zolder 2002 - In linea Elite: 63º